# Coloptilia conchylidella
Coloptilia conchylidella är en fjärilsart som beskrevs av Hofmann 1898. Coloptilia conchylidella ingår i släktet Coloptilia och familjen stävmalar. Inga underarter finns listade i Catalogue of Life.